# CTV Drama Channel
Pour les articles homonymes, voir Bravo.
CTV Drama Channel (anciennement Bravo) est une chaîne de télévision canadienne spécialisée de catégorie A de langue anglaise appartenant à Bell Média avec une programmation de divertissement avec un gros plan sur les séries télévisées et les films.
Le nom Bravo était utilisé sous licence de NBC Universal, propriétaire de Bravo aux États-Unis.

## Histoire
Le 1er février 1983, une chaîne de télévision payante nommée C Channel est entrée en ondes, proposant une programmation sur les arts pour 16 $ par mois. Sous les dettes et le faible nombre d'abonnés, la chaîne a fermé ses portes cinq mois plus tard, le 30 juin.
Après avoir obtenu sa licence auprès du CRTC en 1994, CHUM Limited a lancé Bravo! le 1er janvier 1995 avec le slogan « NewStyleArtsChannel » et proposait une programmation sur les arts, comme la musique, le ballet, la littérature, la télévision, les films artistiques, les arts visuels, la danse moderne, l'opéra et l'architecture. Comme condition de licence, Bravo devait contribuer un pourcentage de ses revenus à ArtsFACT (devenu Bravo!FACT), un fond établi afin de financer la production de courts métrages canadiens dans le domaine des arts, qui seront ensuite diffusés sur Bravo!
CTVglobemedia a fait l'acquisition de Bravo! lors de son achat de CHUM Limited le 22 juin 2007. Après cette transaction, la programmation de Bravo! s'est concentrée plus sur la rediffusions de séries américaines telles que Mad Men et Criminal Minds et moins sur les arts.
Bell Canada a fait l'acquisition de CTVglobemedia le 1er avril 2011 et a renommé la compagnie pour Bell Média. Depuis cette transaction, la chaîne ne consacre qu'une heure par semaine de programmation sur les arts, le reste de la programmation est composée de rediffusions d'émissions et séries télés diffusés sur CTV.
La version haute définition de Bravo! a été lancé le 6 octobre 2011. La chaîne a dévoilé un nouveau logo le 13 mai 2012, laissant tomber le point d'exclamation.
Lors des Upfronts en juin 2018, Bell Média annonce le changement de nom de quatre chaînes spécialisées principales, dont Bravo qui deviendra CTV Drama. Lors de Upfronts de 2019, Bell Média annonce que le changement de nom pour CTV Drama Channel aura lieu le 12 septembre 2019.

## Programmation
Bravo! rediffuse les séries dramatiques originellement diffusées sur CTV et CTV Two telles que Flashpoint, The Mentalist, Criminal Minds, The Listener, Against the Wall, Sue Thomas: F.B.Eye, Emily of New Moon (en), ainsi que l'émission The Marilyn Denis Show (en) et des films durant la fin de semaine.
La chaîne diffuse plusieurs séries télévisées dramatiques provenant des chaînes câblées américaines telles que USA Network, TNT et Freeform.

### Séries originales
- The Borgias (2011–2013)
- 19-2 (en anglais, 2014–2016, 2017 sur CTV)
- Carter (en) (2018–2019)[6]

## Logos

Ancien logo de Bravo! (1995-2012)
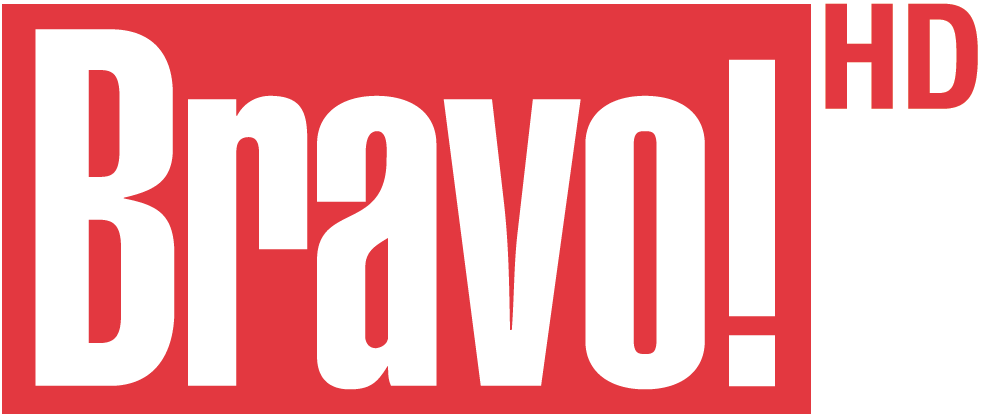
Ancien logo de Bravo! HD (2011-2012)
Logo (2012-2019)